# هيو روبرتسون (لاعب كرة قدم)
هيو روبرتسون (بالإنجليزية: Hugh Robertson)‏ (29 نوفمبر 1939 في المملكة المتحدة - 12 مارس 2010) هو مدرب كرة قدم ولاعب كرة قدم بريطاني في مركز جناح. شارك مع منتخب اسكتلندا تحت 21 سنة لكرة القدم ومنتخب اسكتلندا لكرة القدم. أما مع النوادي، فقد لعب مع دونفرملين أثلتيك ونادي دندي ونادي اربوراث.

## وصلات خارجية
- هيو روبرتسون على موقع الاتحاد الإسكتلندي (الإنجليزية)
- هيو روبرتسون على موقع قاعدة بيانات كرة القدم.إي يو (الإنجليزية)